# Handwerkskammer Lübeck

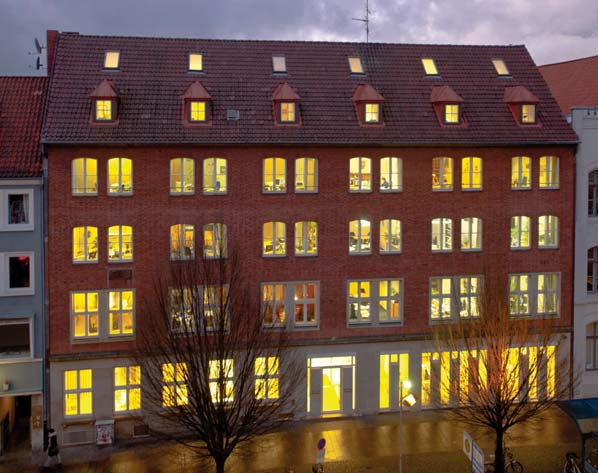
Gebäude der Handwerkskammer Lübeck

Die Handwerkskammer Lübeck ist Interessensvertretung und Dienstleister für das Handwerk im südlichen Schleswig-Holstein. Sie vertritt damit rund 21.000 Mitgliedsbetriebe mit etwa 110.000 Beschäftigten und mehr als 10.000 Auszubildenden. Dabei arbeitet sie eng mit allen handwerklichen Organisationen wie Innungen, Kreishandwerkerschaften und Verbänden zusammen. 
Der Kammerbezirk umfasst die Städte Kiel, Lübeck, Neumünster sowie die Kreise Kreis Segeberg, Kreis Herzogtum Lauenburg, Kreis Ostholstein, Kreis Pinneberg, Kreis Plön, Kreis Steinburg und Kreis Stormarn. Neben der Hauptverwaltung in Lübeck ist die Kammer an fünf weiteren Standorten präsent. Ebenfalls in der Hansestadt befindet sich das Fortbildungszentrum Lübeck. Daneben betreibt die Handwerkskammer Lübeck drei Berufsbildungsstätten: Berufsbildungsstätte Travemünde, Berufsbildungsstätte Elmshorn, Berufsbildungsstätte Kiel. In Kiel ist die Kammer außerdem mit einer Beratungsstelle in der Willestraße in der Innenstadt vertreten. 

## Geschichte der Handwerkskammer
Am 6. April 1900 trat die konstituierende Vollversammlung der Handwerkskammer zu Altona zusammen, die aus 32 gewählten Handwerkern bestand. 1937 wurde Altona in die Freie und Hansestadt Hamburg eingemeindet, der Sitz der Handwerkskammer nach Lübeck verlegt und der Name geändert. Seitdem führt die Kammer den Namen „Handwerkskammer Lübeck“. Sie wurde Rechtsnachfolgerin der in Lübeck bereits bestehenden Gewerbekammer, die im gleichen Zug aufgelöst wurde. Zum ersten Vorsitzenden der Handwerkskammer – das Präsidentenamt wurde erst 1922 eingeführt – wurde der Bäckerehrenobermeister Knüppel aus Altona gewählt. Ihren ersten gewählten Präsidenten bekam die Handwerkskammer Lübeck 1945 mit dem Baumeister Hermann Wandke.

## Strukturen und Organe
Die Handwerkskammer ist eine Selbstverwaltungskörperschaft und wird von handwerklichen Ehrenamtsträgern geführt. Die Vollversammlung, das höchste Beschlussgremium der Kammer, besteht aus 36 gewählten Mitgliedern, davon 24 selbständige Handwerker und Betriebsinhaber des handwerksähnlichen Gewerbes sowie 12 Arbeitnehmervertreter, die in solchen Betrieben beschäftigt sind. Die Mitglieder der Vollversammlung sind die Vertreter des im gesamten Bezirk der Handwerkskammer Lübeck ansässigen Handwerks. Dem Vorstand der Handwerkskammer gehören neben dem Präsidenten zwei Vizepräsidenten sowie zwei weitere Arbeitgebervertreter und ein weiterer Arbeitnehmervertreter an.

## Aufgaben und Leistungsangebot
Die Handwerkskammer ist eine Körperschaft des öffentlichen Rechts (Deutschland). Ihre Aufgaben sind gesetzlich in der Handwerksordnung festgelegt. Dazu gehören zum Beispiel das Führen der Handwerksrolle und des Verzeichnisses der Betriebsinhaber eines zulassungsfreien Handwerks oder handwerksähnlichen Gewerbes. Auch ist es Aufgabe der Kammer, die Berufsbildung zu regeln, Vorschriften hierfür zu erlassen, ihre Durchführung zu überwachen sowie eine Lehrlingsrolle zu führen. Die Handwerkskammer erlässt Gesellenprüfungsordnungen und Meisterprüfungsordnungen für die einzelnen Handwerke sowie Vorschriften für Prüfungen im Rahmen einer beruflichen Fortbildung oder Umschulung. Weitere Aufgaben sind beispielsweise die Bestellung und Vereidigung von Sachverständigen und die Einrichtung von Vermittlungsstellen zur Beilegung von Streitigkeiten zwischen Betriebsinhabern eines Handwerks und ihren Auftraggebern.

### Interessenvertretung
Als Selbstverwaltungseinrichtung der Wirtschaft ist die Handwerkskammer Interessenvertretung gegenüber Politik, Wirtschaft und Verwaltung und Dienstleister für das ansässige Handwerk, handwerksähnlicher Betriebe sowie deren Mitarbeiter und Lehrlinge. Sie vertritt die Interessen des Handwerks durch Anregungen und Forderungen zur Verbesserung der Rahmenbedingungen der Betriebe, Stellungnahmen zu Gesetzesinitiativen und politischen Vorhaben, vielfältige Kontakte zur Politik auf Bundes-, Landes- und kommunaler Ebene, Kontaktpflege zu Behörden, Verbänden und gesellschaftlichen Gruppen, Vermittlung eines positiven Bildes des Handwerks in der Öffentlichkeit und durch aktive Mitarbeit in Ausschüssen, Gremien und Beiräten.

### Beratung
Zum Leistungsangebot der Handwerkskammer Lübeck gehört ein umfangreiches kostenloses Beratungsangebot für Mitgliedsbetriebe. Sie können sich an die Kammer zum Beispiel mit Fragen zu folgenden Bereichen wenden: Betriebswirtschaft, Betriebsübergabe/-übernahme, Existenzgründung, Aus- und Fortbildung im Handwerk, betriebsbezogene Rechtsfragen (Grundberatung), Außenwirtschaft, Umweltschutz, Einführung neuer Technologien, Einführung eines effektiven Personalmanagements sowie Gestaltung und Marketing.

### Berufsausbildung und Weiterbildung
In den Berufsbildungsstätten und im Fortbildungszentrum der Handwerkskammer Lübeck findet die Aus- und Weiterbildung von Lehrlingen, Gesellen, Meistern und Führungskräften im Handwerk statt. Zum Bildungsangebot gehören Kurse zur überbetrieblichen Ausbildung von Lehrlingen, besondere Ausbildungsgänge für leistungsstarke Jugendliche, ein vielfältiges Fortbildungsangebot, Ausbildungs- und Qualifizierungsmaßnahmen im Auftrag der Arbeitsverwaltung, die Betreuung der Prüfungsausschüsse, das Führen der Lehrlingsrolle, die Tätigkeit der Ausbildungsberater, die Trägerschaft für Landesberufsschulen, eine Lehrstellenbörse und eine Lehrstellen-App, die passgenaue Vermittlung von Lehrstellen sowie die Vermittlung von Auslandsaufenthalten.

#### Berufsbildungsstätten und Fortbildungszentrum
- Berufsbildungsstätte Travemünde[2]
- Berufsbildungsstätte Elmshorn[3]
- Berufsbildungsstätte Kiel[4]
- Fortbildungszentrum Lübeck[5]

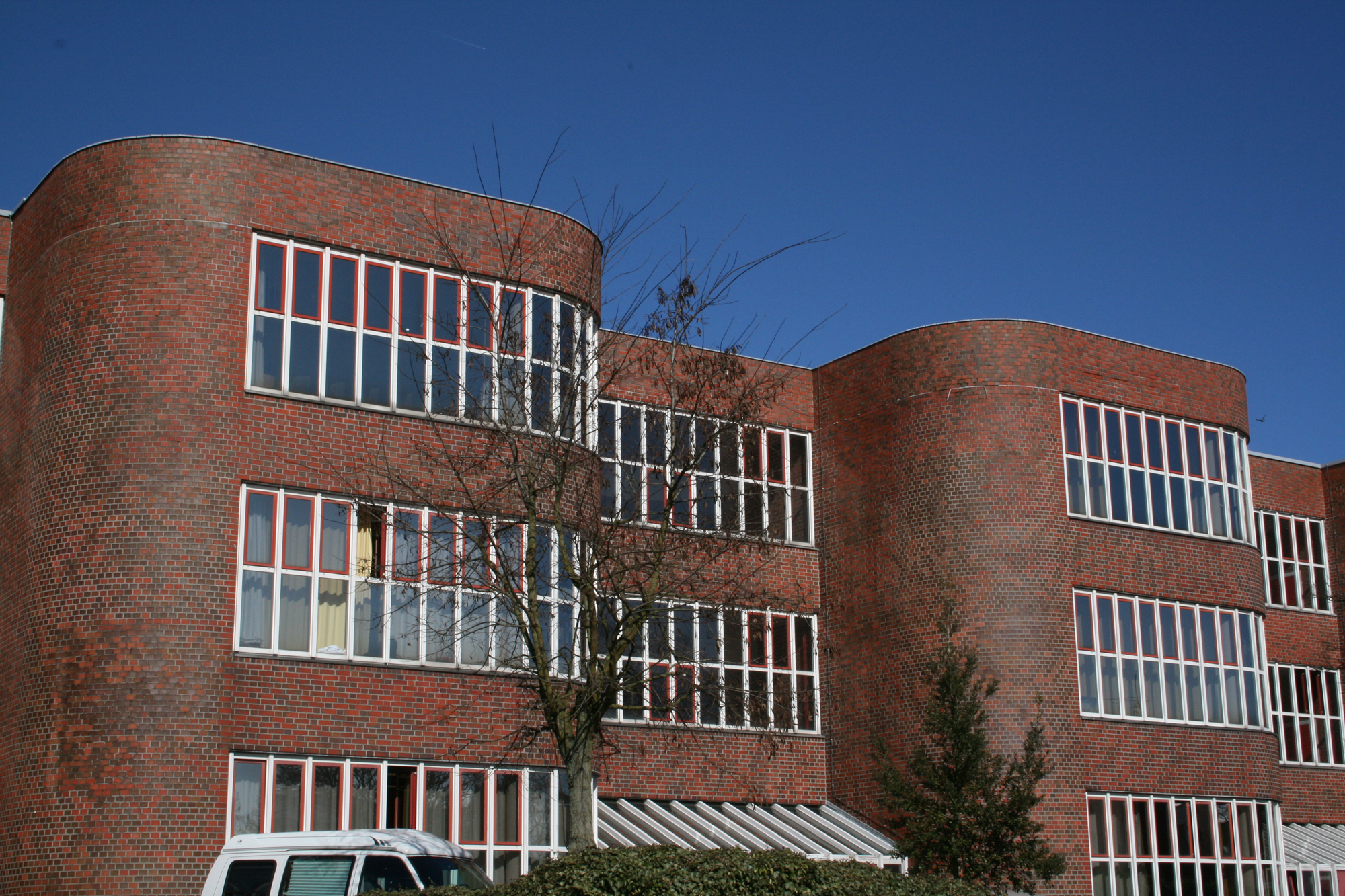
Berufsbildungsstätte Travemünde
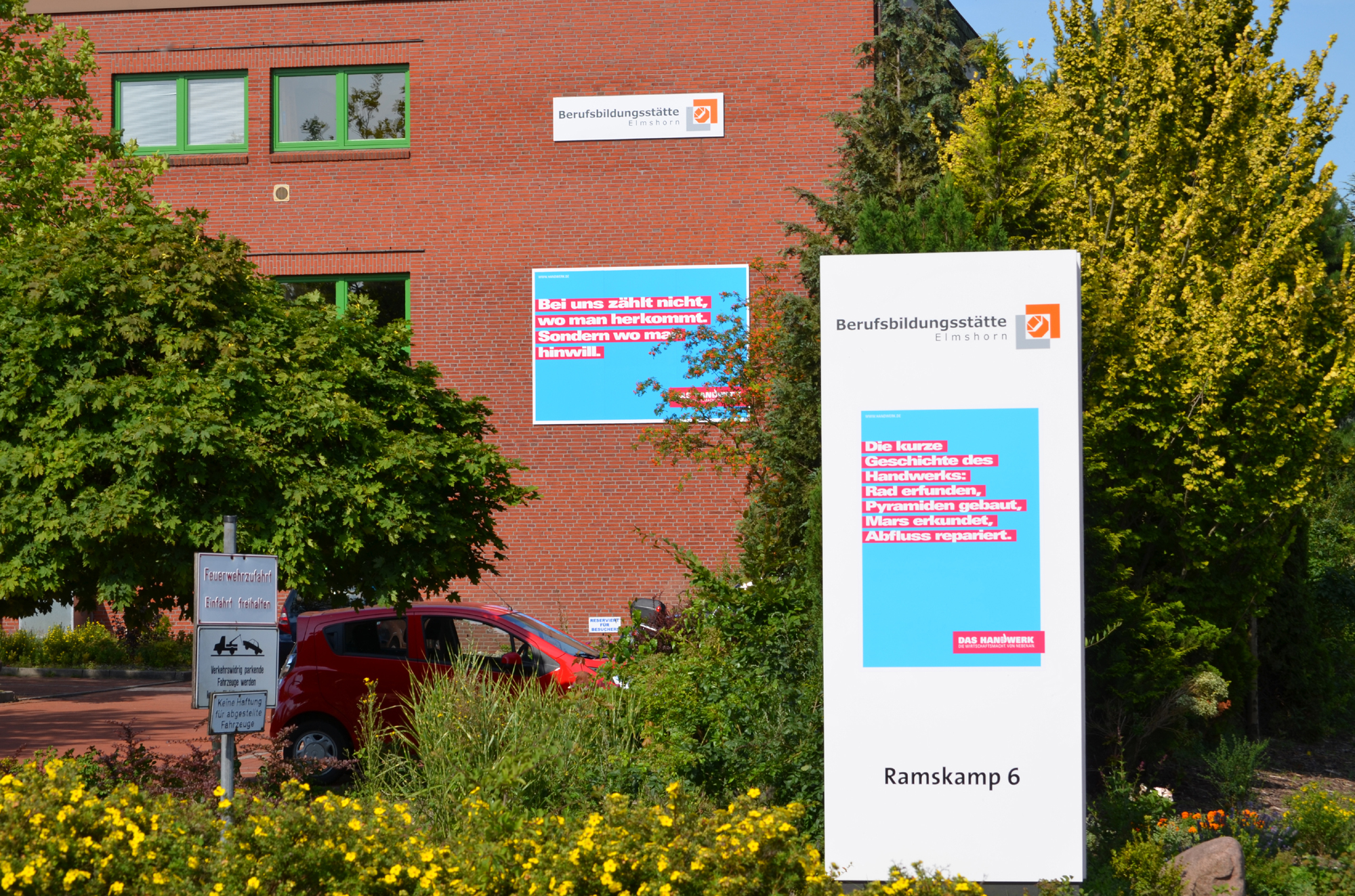
Berufsbildungsstätte Elmshorn
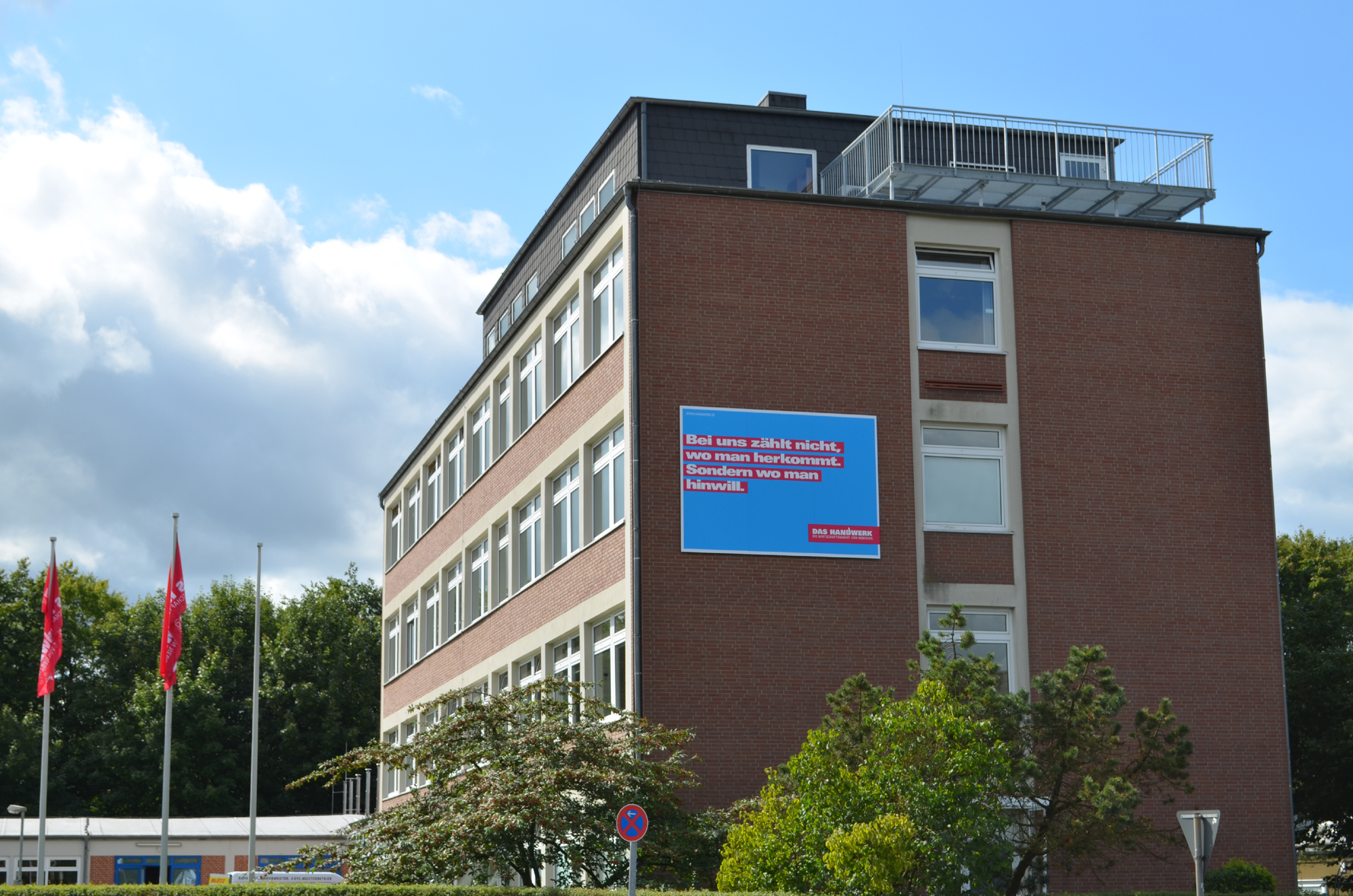
Berufsbildungsstätte Kiel
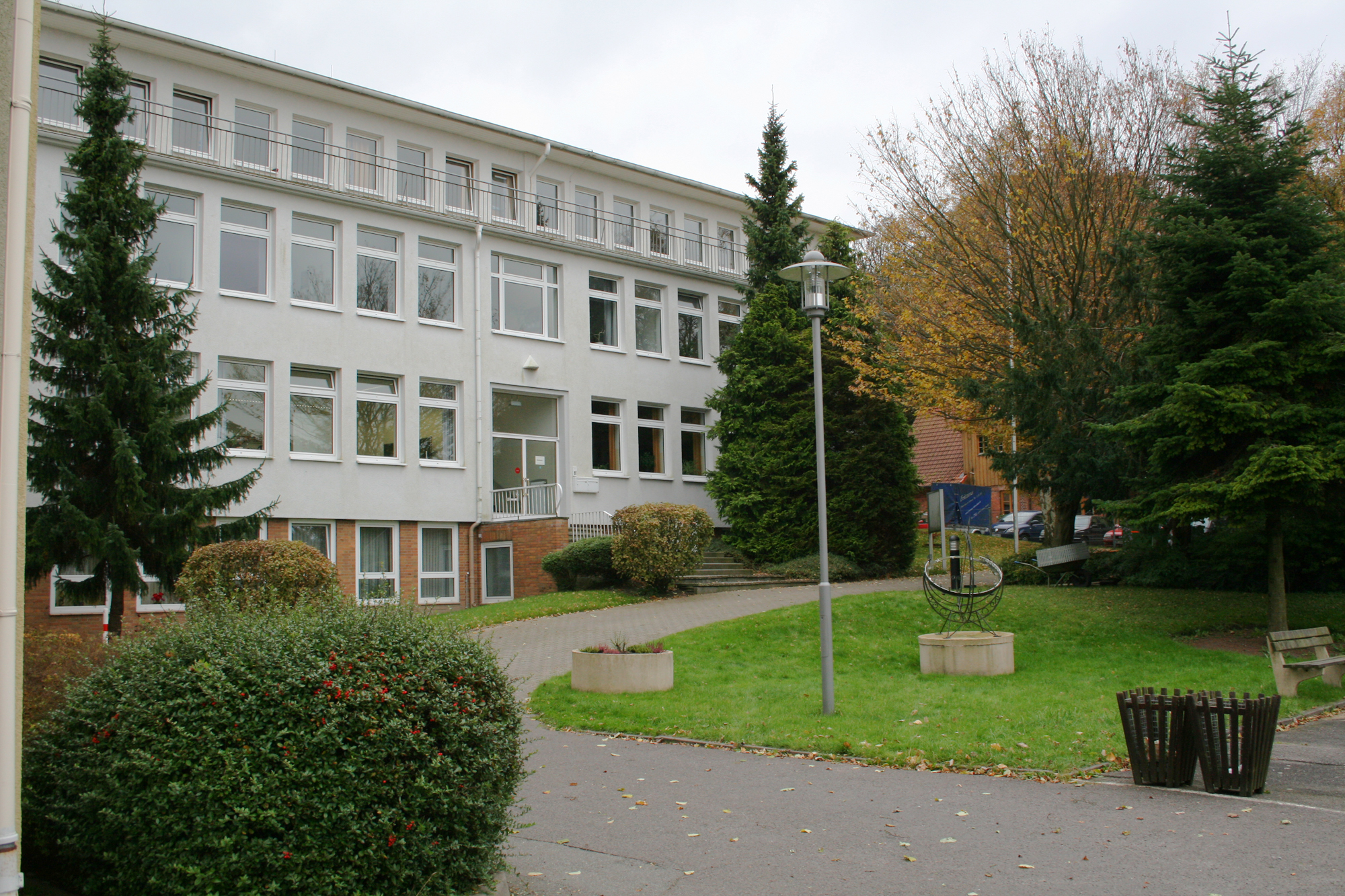
Fortbildungszentrum Lübeck

### Information
Außerdem informiert die Handwerkskammer ihre Mitglieder und die Öffentlichkeit über alle handwerksrelevanten Themen durch das Magazin NordHandwerk, Vorträge und Veranstaltungen, Schulungen und Tagungen für Ehrenamtsträger, Beteiligungen an Messen und Ausstellungen, regelmäßige Presseinformationen der Handwerkskammer Lübeck und -gespräche sowie die Durchführung und Auswertung eigener Konjunkturumfragen.

## Partnerschaft
Seit 1971 besteht eine Partnerschaft mit der Handwerkskammer Poitiers (Chambre de Métiers et de l’Artisanat de la Vienne). Wichtigster Bestandteil dieser Partnerschaft ist ein wechselseitiger Lehrlingsaustausch, der seit 1976 jährlich durchgeführt wird.